# Schleitheimia
Schleitheimia is een geslacht van plantenetende dinosauriërs, behorend tot de Sauropodomorpha, dat tijdens het late Trias leefde in het gebied van het huidige Zwitserland. De enige benoemde soort is Schleitheimia schutzi.

## Vondst en naamgeving
In 1942 vond Bernhard Peyer een sauropodomorfe ruggenwervel bij Hallau die hij in 1943 toewees aan Gresslyosaurus. In 1952, 1953 en 1954 voerde Emil Schutz opgravingen uit te Santierge bij Schleitheim waarbij hij botten vond die hij in 1955 doneerde aan de Universiteit van Zürich. In 1986 wees Peter Malcolm Galton deze vondsten toe aan Plateosaurus engelhardti. In de jaren tachtig werden op dezelfde locatie verdere opgravingen verricht en gevonden beenderen, wellicht van hetzelfde individu als de eerdere resten, werden ondergebracht in de collectie van het Museum zu Allerheiligen in Schaffhausen.
In 2016 voerde de Nederlandse onderzoekster Femke Holwerda verdere opgravingen uit bij Schleitheim waarbij nieuwe vondsten gedaan werden. In het kader daarvan werden ook de oudere ontdekkingen opnieuw bestudeerd. Men kwam tot de conclusie dat ze een ander taxon vertegenwoordigden dan Plateosaurus. Schultz had ook botten gevonden bij Hallau-Schwärzibuck. Van deze werd geconcludeerd dat ze weer een derde taxon vertegenwoordigden dat voorlopig onbenoemd bleef.
In 2020 benoemden en beschreven Oliver Walter Mischa Rauhut, Femke Holwerda en Heinz Furrer de typesoort Schleitheimia schutzi. De geslachtsnaam verwijst naar Schleitheim. De soortaanduiding eert Schutz.
Het holotype, PIMUZ A/III 550, is gevonden in de Gruhaldeafzetting van de Klettgauformatie die dateert uit het laatste Norien, 209 miljoen jaar oud. Het bestaat uit een stuk rechterdarmbeen. Andere botten onder nummer PIMUZ A/III geïnventariseerd werden aan de soort toegewezen: een achterste halswervel, vier ruggenwervels, drie staartwervels, het onderste uiteinde van een linkeropperarmbeen, het aanhangsel voor het schaambeen van een linkerdarmbeen, een mogelijk stuk schaambeen en een stuk linkerdijbeen. Nog een staartwervel en een eerste voetklauw werden onder voorbehoud toegewezen. Hetzelfde geldt voor de ruggenwervels MzA NAT15051, NAT15052 en NAT15058, de sacrale wervel MzA NAT15050, de drie staartwervels MzA NAT15047,
NAT15048 en NAT15049, en het stuk rechteropperarmbeen MzA NAT15046. De vondsten uit 2016 werden niet toegewezen hoewel het vermoeden werd uitgesproken dat ze tot dezelfde soort behoorden.

## Beschrijving

### Grootte en onderscheidende kenmerken
Schleitheimia is een vrij grote soort. In het beschrijvende artikel uit 2020 werd gesteld dat ze aanzienlijk groter was dan Plateosaurus. Persberichten ten tijde van de benoeming spraken over een lichaamslengte van negen à tien meter.
De beschrijvers stelden verschillende onderscheidende kenmerken vast. Het gaat om autapomorfieën, unieke afgeleide eigenschappen. Bij het darmbeen is de uitholling in de onderzijde van het achterblad, voor de aanhechting van de Musculus caudofemoralis brevis, aan de binnenzijde gevormd als een verticaal brede afgeronde richel net beneden de middelste hoogte van de binnenkant van het darmbeen, welke richel eindigt in een grote ronde verbreding aan de achterkant van het achterblad. Bij het dijbeen is de vierde trochanter zeer robuust en geleidelijk oprijzend uit het achtervlak, van een punt uit halverwege de breedte van de schacht en culminerend in een piek op de binnenste achterrand. Bij het dijbeen is de crista tibiofibularis uitzonderlijk breed en slechts iets aan de binnenzijde van de buitenrand van de schacht gelegen zodanig dat er aan de buitenzijde van de kam geen naar achteren gericht vlak aanwezig is.

### Skelet
De achterste halswervels zijn opvallend kort net als bij Lamplughsaura. Het gevonden specimen heeft een lengte/voorste hoogte-verhouding van 1,3 vergeleken met een verhouding van 1,6 bij Plateosaurus. De voorste ruggenwervels zijn sterk ingesnoerd waarbij de minimale doorsnede zich op een derde van de lengte van de voorkant af bevindt. Een dergelijke asymmetrie is ongewoon maar opnieuw te vinden bij Lamplughsaura alsmede Lessemsaurus. Een voorste ruggnewervel heeft over de achterste helft opvallende richels op de buitenrand van de onderzijde. Dit is bij verwanten niet vermeld en kan een extra autapomorfie zijn. Bij de ruggenwervels is ook het ruggenmergkanaal in het midden van het traject diep ingesneden welke inkerving minder wordt bij de voorste en achterste uitgangen. Een dergelijk kenmerk ontbreekt bij basale sauropodomorfen maar komst wel voor bij meer afgeleide vormen en basale sauropoden. De achterste ruggenwervels zijn opvallend kort met een lengte/hoogte-verhouding van 0,8; bij Plateosaurus bedraagt dit 1,0.
Gezien de fylogenetische positie zou het interessant zijn te bepalen in welke mate Schleitheimia aanpassingen heeft aan een viervoetige gang. De beschrijvers entameren dit echter in het geheel niet. Het opperarmbeen is robuust en gekromd met een krachtige deltopectorale kam. Het heeft een lengte van zo'n halve meter.
Bij het darmbeen is het aanhangsel voor het schaambeen afgerond in zijaanzicht in plaats van afgeplat, en overdwars verbreed, beide afgeleide kenmerken. Bij afgeleide sauropodomorfen heeft het achterblad geen echte fossa in de onderzijde: er is slechts een richel voor het contact met de derde sacrale rib. Bij Schleitheimia is die richel geprononceerd, afgerond in dwarsdoorsnede en naar achteren halfcirkelvormig verbreed, een uniek kenmerk.
Het dijbeen heeft naar achteren uitstekende onderste gewrichtsknobbels, een basaal kenmerk dat er op duidt dat de knie gebogen werd gehouden zodat in principe een rennende tweevoetige gang mogelijk bleef. Het onderste uiteinde is opvallend robuust.

## Fylogenie
Schleitheimia werd in 2020 in de Sauropodomorpha geplaatst, in een vrij afgeleide positie, basaal in de Sauropodiformes. Volgens sommige analyses staat ze tussen Gongxianosaurus en Isanosaurus in de stamboom. Afhankelijk van de definitie kan dit betekenen dat ze de zustersoort is van de Sauropoda of zelf een sauropode.